# Seiji Ogawa
Pour les articles homonymes, voir Ogawa.
Seiji Ogawa (小川 誠二, Ogawa Seiji, né le 19 janvier 1934) est un biophysicien et neuroscientifique japonais connu pour avoir découvert la technique qui sous-tend l'imagerie par résonance magnétique fonctionnelle (IRMf). Il est considéré comme le père de l'imagerie cérébrale fonctionnelle moderne[réf. nécessaire].
Les changements dans les niveaux d'oxygène dans le sang entraînent la modification de ses propriétés d'imagerie par résonance magnétique, permettant de créer une carte du sang et, par conséquent, de l'activité fonctionnelle dans le cerveau. Cette carte reflétait les neurones du cerveau qui répondaient avec des signaux électrochimiques aux processus mentaux. Il a été le premier scientifique à démontrer que l'imagerie cérébrale fonctionnelle est dépendante de l'état d'oxygénation du sang, l'effet BOLD. La technique a donc été appelée contraste dépendant du niveau d'oxygénation sanguine ou contraste BOLD. L'IRM fonctionnelle (IRMf) a été utilisée pour cartographier les régions visuelles, auditives et sensorielles et se déplacer vers des fonctions cérébrales supérieures telles que les fonctions cognitives dans le cerveau.

## Biographie

### Débuts de carrière
Seiji Ogawa a suivi une formation de physicien appliqué à l'Université de Tokyo et a obtenu un doctorat. en chimie de Stanford. Il a travaillé pendant 33 ans dans la recherche en biophysique aux laboratoires AT&T Bell à Murray Hill, New Jersey, et était un membre distingué du personnel technique.
En 2001, il devient directeur des laboratoires Ogawa pour la recherche sur les fonctions du cerveau  à Tokyo. Le professeur Ogawa a rejoint le NRI (Institut de recherche en neurosciences, Gachon Université de Médecine et des Sciences, Corée) en 2008 en tant que professeur émérite et dirige la recherche sur l'IRMf en conjonction avec le nouveau système d'IRM 7.0T. Il a reçu plusieurs prix pour ses travaux sur la résonance magnétique, est membre de l'Institut de médecine de l'Académie nationale des sciences et a reçu le prix du Japon.

### IRMf
Ogawa a découvert le principe qui est maintenant largement utilisé pour imager fonctionnellement et physiologiquement le cerveau, en particulier le cerveau humain. Il s'est appuyé sur la technologie de l'imagerie par résonance magnétique en utilisant la différence de niveau d'oxygénation du sang pour générer une carte cérébrale correspondant au flux sanguin vers les neurones actifs. Cela a aidé à cartographier l'activité fonctionnelle du cerveau de manière non invasive, s'ajoutant à la cartographie structurelle fournie par l'IRM. L'IRMf est maintenant largement utilisée en biologie, en neurobiologie, en psychologie, en neurologie et dans d'autres branches de la recherche et pour diagnostiquer les bases physiologiques des maladies mentales et des dysfonctionnements cérébraux organiques en médecine clinique.

## Distinctions
- 1967 : Prix Eastman Kodak en chimie pour doctorant[3]
- 1995 : Médaille d'OR de la Society of Magnetic Resonance in Medicine
- 1996 : Prix Max-Delbruck de l'American Physical Society
- 1998 : Prix Nakayama de la Fondation Nakayama pour les sciences humaines, Japon
- 1999 : Prix Asahi de la Fondation culturelle Asahi-Shinbun, Japon
- 2000 : Membre de l'Institut de médecine
- 2003 : Prix du Japon[4]
- 2003 : Prix international de la Fondation Gairdner[5]
- 2007 : Prix de la Société internationale de résonance magnétique [6]
- 2008 : Prix commémoratif Olli V. Lounasmaa de Finlande[7]
- 2009 : Lauréats des citations Thomson Reuters[8]
- 2014 : Grand prix Tateishi, Tateishi Science and Technology Foundation, Japon
- 2017 : Prix des sciences médicales Keio[9]
- 2018 : Prix du Premier ministre, Grand prix japonais de la recherche et du développement médicaux
- 2020 : Professeur honoraire émérite, Université d'Osaka